# Сосије и Теоклије
Сосије и Теоклије су хришћански светитељи и мученици. Страдали су због вере у Исуса Христа за време владавине римског цара Максимијана. 
Као хришћани су највероватније ухваћени на простору данашње Грчке. Ухватио их је хегемон Вавд који је управљао Адријанопољем (данас Једрене). Пошто нису пристали да се одрекну вере у Христа, обешени су главом надоле и стругани гвозденим ноктима. Мучени су и другим мукама и на крају им је глава одсечена. 
Српска православна црква слави их 24. децембра по црквеном, а 6. јануара по грегоријанском календару.